# Eurya oblonga
Eurya oblonga är en tvåhjärtbladig växtart som beskrevs av Yang. Eurya oblonga ingår i släktet Eurya och familjen Pentaphylacaceae. Inga underarter finns listade i Catalogue of Life.